# Steve McManaman
Steven "Macca" McManaman (sinh 11 tháng 2 năm 1972) là một cựu cầu thủ bóng đá chuyên nghiệp người Anh từng chơi ở vị trí tiền vệ.
Anh là cầu thủ Anh thành công nhất khi thi đấu ở nước ngoài. Anh là cầu thủ người Anh đầu tiên vô địch UEFA Champions League 2 lần, và cũng là người Anh đầu tiên vô địch Champions League với một đội bóng không phải của Anh.
Vào năm 2008, anh đứng thứ 3 trong top 10 cầu thủ Anh thành công nhất ở nước ngoài, chỉ sau Kevin Keegan và John Charles.
Sau khi giải nghệ vào năm 2005, anh trở thành một bình luận viên cho Setanta Sports và cũng cùng sản xuất phim Goal! 2.

## Sự nghiệp

### Liverpool
Mcmanaman ký hợp đồng chuyên nghiệp vào ngày 19 tháng 2 năm 1990. Anh có trận ra mắt vào ngày 15 tháng 12 năm 1990 trong trận thắng 2-0 trước Sheffield United, và ghi bàn đầu tiên vào ngày 21 tháng 8 năm 1991 trong trận thắng 2-1 trước Manchester City.
Sau khi huấn luyện viên Graeme Souness tới, với màn trình diễn tốt, McManaman tạo dựng được tên tuổi và trở thành cầu thủ chủ chốt. Anh có chức vô địch cúp FA vào năm 1992. Nhờ vào màn trình diễn của anh, Liverpool cũng đã vào tới tứ kết cúp UEFA. Vào thời điểm đó, anh được Ian Rush đánh giá là tài năng sáng giá nhất của Liverpool.
Vào mùa giải 1993-94, Mcmanaman thể hiện một phong độ tốt với hai bàn trong trận trận gặp Swindon Town và một số đường kiến tạo bao gồm một pha tăng tốc đẳng cấp và kiến tạo trong trận gặp Tottenham Hotspur. Tuy nhiên, phong độ của anh bắt đầu giảm sút sau khi cãi nhau với thủ môn Bruce Grobbelaar trong một trận derby Merseyside.

## Danh hiệu

### Câu lạc bộ

#### Liverpool
- FA Cup: 1991–92
- Football League Cup: 1994–95

#### Real Madrid
- La Liga: 2000–01, 2002–03
- Supercopa de España: 2001
- UEFA Champions League: 1999–2000, 2001–02
- UEFA Super Cup: 2002

### Cá nhân
- Alan Hardaker Trophy: 1995
- PFA Team of the Year: 1996–97
- UEFA European Championship Team of the Tournament: 1996
- Premier League Player of the Month: December 1997[1]